# Berducido (La Lama)
Berducido (oficialmente San Martiño de Verducido) es una parroquia española del municipio de La Lama, perteneciente a la provincia de Pontevedra, en la comunidad autónoma de Galicia.

## Toponimia
La parroquia puede aparecer referida con las grafías «Berducido» y «Verducido».

## Historia
Hacia mediados del siglo XIX, la parroquia, ya por entonces perteneciente a La Lama, tenía contabilizada una población de ochocientos habitantes. Aparece descrita en el cuarto volumen del Diccionario geográfico-estadístico-histórico de España y sus posesiones de Ultramar de Pascual Madoz con las siguientes palabras:

BERDUCIDO (San Martin de): felig. en la prov. de Pontevedra (4 leg.), dióc. de Tuy (7), part. jud. de Puente Caldelas (1 1/2), y ayunt. de Lama (1). sit. entre el monte Ferradura y el r. Puente Anceu con clima, templado y sano, aunque combatida por los vientos N. y S., y las enfermedades mas comunes son fiebres nerviosas y pútridas, gástricas y biliosas: comprende los l. de Cortegada, Piñeiro, Porto y Portosouto, que reunen 164 casas de pocas comodidades: hay una escuela de primera educacion y el maestro dotado con 2,200 rs. La igl. parr. (San Martin) está servida por un curato de primer ascenso, cuyo patronato ejercen las vec. El térm. confina por N. con San Pedro de Gajate; por E. con San José de Lage; por S. con Sta. Maria de las Estacas, y por O. con San Pedro Felix de Forzanes: tiene varias fuentes de aguas puras, y una ermita bajo la advocacion de Sta. Lucia en la cúspide del montecillo de su nombre. El terreno es de mediana calidad: le atraviesa el r. Anceu que trae su orígen de la cúspide del monte Suido; le cruza el puente Anceu y desagua en el Oytaben: este mezcla sus aguas con el de Puente Caldelas en Sotomayor, y sigue al Puente San Payo, ria de Vigo. Tambien tiene montes, pero el de mas consideracion es el del Suido. Los caminos dirigen de Pontevedra por Caldelas y Berducido, y de esta parr. á Ribadavia dist. 4 leg.: el correo se recibe por la balija de Caldelas. prod.: maiz, centeno, algun trigo, lino, patatas y alguna fruta: cria ganado vacuno, lanar, cabrio, de cerda y gallinas: hay caza de conejos, perdices y liebres, y se pescan truchas. pobl.: 164 vec., 570 alm. contr. con su ayunt. (V.)
(Madoz, 1846, p. 242)

En 2023, tenía empadronados 202 habitantes.